# Eurocup 2013-14
La temporada 2013-14 de la Eurocup (la segunda competición de clubes de baloncesto de Europa) se disputó del 15 de octubre de 2013 al 7 de mayo de 2014 y la organizó la Unión de Ligas Europeas de Baloncesto (ULEB).
Esta fue la 6.ª edición de la competición en la era moderna de la Eurocup. Incluyendo la competición previa de la Copa ULEB, fue la 12.ª edición de la segunda competición del baloncesto masculino de clubs europeos. El ganador de esta competición se gana una plaza en la fase de grupos de la Euroleague de la próxima temporada.

## Formato de la competición
Para esta temporada la competición contiene 48 equipos en la fase de grupos. Hay 8 grupos, cada uno con 6 equipos. Los equipos se dividen en dos conferencias regionales, la Conferencia Este y la Conferencia Oeste, para la fase de grupos. Los 48 equipos se componen de los 7 equipos que fueron eliminados en la fase previa de la Euroleague y 41 equipos que se clasificaron directamente a la Eurocup, ya sea a través de resultados de la temporada anterior, o a través de tarjetas de invitación. Los cuatro primeros equipos de cada uno de los grupos de la fase de grupos se clasifican para unirse al Last 32. Además, los 8 clubes de la Euroleague que no se clasifican para el Top 16, se unen a los 24 equipos restantes para el Last 32 de la Eurocup.
Los dos mejores equipos de cada grupo del Last 32 avanzan a los octavos de final. En esta fase se juega en un formato de ida y de vuelta, determinada por un marcador global. El equipo mejor clasificado del Last 32 juega la vuelta en casa. Los 8 ganadores de los octavos de final avanzarán a los cuartos de final. En esta fase se juega en un formato de ida y de vuelta, determinada por un marcador global. El equipo mejor clasificado del Last 32 juega la vuelta en casa. 
Los 4 ganadores de los cuartos de final avanzarán a las semifinales. En esta fase se juega en un formato de ida y de vuelta, determinada por un marcador global. El equipo mejor clasificado del Last 32 juega la vuelta en casa. Los dos últimos equipos restantes avanzan a las Finales. En esta fase se juega en un formato de ida y de vuelta, determinada por un marcador global. El equipo mejor clasificado del Last 32 juega la vuelta en casa.

## Equipos
Los equipos fueron confirmados el 16 de julio de 2013 por la Euroleague Basketball.
| Campeón | Subcampeón | Semifinales | Cuartos de final | Octavos de final | Last 32 | Fase de grupos |

| País (Liga)                | Equipos | Equipos (Ranking en la liga nacional 2012-13) | Equipos (Ranking en la liga nacional 2012-13) | Equipos (Ranking en la liga nacional 2012-13) |
| -------------------------- | ------- | --------------------------------------------- | --------------------------------------------- | --------------------------------------------- |
| Francia (LNB)              | 7       | JSF Nanterre‡ (1)                             | Strasbourg‡ (2)                               | Asvel Villeurbanne Lyon (3)                   |
| Francia (LNB)              | 7       | Elan Chalon sur Saone (4)                     | BCM Gravelines Dunkerque (5)                  |                                               |
| Francia (LNB)              | 7       | Le Mans Sarthe Basket (7)                     | Paris Levallois (12)                          |                                               |
| Alemania (BBL)             | 6       | Brose Baskets Bamberg‡ (1)                    | EWE Baskets Oldenburg^ (2)                    | ratiopharm Ulm (3)                            |
| Alemania (BBL)             | 6       | Alba Berlin (5)                               | Artland Dragons Quakenbrueck† (6)             | Telekom Baskets Bonn† (7)                     |
| Italia (Lega A)            | 5       | Montepaschi Siena‡ (1)                        | Virtus Rome (2)                               | Cimberio Varese^ (3)                          |
| Italia (Lega A)            | 5       | FoxTown Cantu (4)                             | Dinamo Banco di Sardegna Sassari† (5)         |                                               |
| Rusia (PBL + VTB)          | 4       | Khimki Moscow Region^ (3)                     | Spartak Saint Petersburg (4)                  |                                               |
| Rusia (PBL + VTB)          | 4       | Unics Kazan (5)                               | Nizhny Novgorod (8)                           |                                               |
| Turquía (TBL)              | 4       | Banvit Bandirma^ (2)                          | Pinar Karsiyaka Izmir (4)                     |                                               |
| Turquía (TBL)              | 4       | Besiktas Integral Forex Istanbul (6)          | Aykon TED Ankara Kolejliler (7)               |                                               |
| Bélgica (BLB)              | 3       | Telenet Ostend^ (1)                           | Belfius Mons Hainaut (2)                      | Belgacom Spirou Charleroi (3)                 |
| España (ACB)               | 3       | CAI Zaragoza (3)                              | Valencia Basket Club (6)                      | Bilbao Basket† (7)                            |
| Croacia (ABA)              | 2       | Cedevita Zagreb (6)                           | Cibona Zagreb† (11)                           |                                               |
| Grecia (GBL)               | 2       | Panionios Athens (3)                          | PAOK Thessaloniki (5)                         |                                               |
| Israel (BSL)               | 2       | Maccabi Haifa Bazan (1)                       | Hapoel Migdal Jerusalem (4)                   |                                               |
| Lituania (LKL)             | 2       | Lietuvos Rytas Vilnius‡ (2)                   | Neptunas Klaipeda (3)                         |                                               |
| Serbia (ABA)               | 2       | Crvena Zvezda Telekom Belgrade‡ (2)           | Radnicki Kragujevac (4)                       |                                               |
| Ucrania (UBL)              | 2       | Budivelnik Kiev‡ (1)                          | Khimik Yuzhne† (5)                            |                                               |
| Bosnia y Herzegovina (ABA) | 1       | Igokea Aleksandrovac (3)                      |                                               |                                               |
| Bulgaria (NBL)             | 1       | Lukoil Academic Sofia (1)                     |                                               |                                               |
| Eslovenia (ABA)            | 1       | Union Olimpija Ljubljana† (8)                 |                                               |                                               |
| Estonia (KML + VTB)        | 1       | Kalev Cramo Tallinn† (1)                      |                                               |                                               |
| Finlandia (Korisliiga)     | 1       | Bisons Loimaa† (1)                            |                                               |                                               |
| Hungría (NBI/A)            | 1       | Alba Fehérvár (1)                             |                                               |                                               |
| Letonia (LBL)              | 1       | VEF Riga^ (1)                                 |                                               |                                               |
| Montenegro (ABA)           | 1       | Buducnost Voli Podgorica (5)                  |                                               |                                               |
| Polonia (PLK)              | 1       | Stelmet Zielona Gora‡ (1)                     |                                               |                                               |
| República Checa (NBL)      | 1       | CEZ Basketball Nymburk^ (1)                   |                                               |                                               |
| Macedonia del Norte (ABA)  | 1       | MZT Skopje Aerodrom† (7)                      |                                               |                                               |
| Rumania (RBD)              | 1       | CSU Asesoft Ploiesti (1)                      |                                               |                                               |

Notas:

† Clasificados a través de tarjeta de invitación.

^ Eliminados en la fase previa de la Euroleague.

‡ Eliminados en la fase de grupos de la Euroleague.

## Sorteo
El sorteo se celebró el 5 de octubre de 2013, después de que se jugara la fase previa de la Euroleague.
Los equipos fueron divididos en dos conferencias geográficas con 24 equipos y 4 grupos cada conferencia. Los equipos de cada conferencia se pusieron en seis bombos de cuatro equipos de acuerdo con la clasificación del club, sobre la base de su desempeño en las competiciones europeas durante un período de tres años.
Dos equipos de un mismo país no pueden coincidir juntos en el mismo grupo de la fase de grupos, si es posible. Las naciones de la ex Yugoslavia, que compiten de manera conjunta en la Liga Adriática -Serbia, Croacia, Eslovenia, Montenegro, Macedonia y Bosnia-Herzegovina- se consideran como un solo país para efectos del sorteo.
| Conferencia Oeste                                                                     | Conferencia Oeste                                                           | Conferencia Oeste                                                                       |
| Bombo 1                                                                               | Bombo 2                                                                     | Bombo 3                                                                                 |
| ------------------------------------------------------------------------------------- | --------------------------------------------------------------------------- | --------------------------------------------------------------------------------------- |
| Valencia Basket Club Alba Berlin Bilbao Basket CEZ Basketball Nymburk                 | Cedevita Zagreb Union Olimpija Ljubljana CAI Zaragoza FoxTown Cantu         | Virtus Rome Dinamo Banco di Sardegna Sassari Cimberio Varese Le Mans Sarthe Basket      |
| Bombo 4                                                                               | Bombo 5                                                                     | Bombo 6                                                                                 |
| Belgacom Spirou Charleroi Asvel Villeurbanne Lyon Telenet Ostend Belfius Mons Hainaut | ratiopharm Ulm Cibona Zagreb BCM Gravelines Dunkerque Elan Chalon sur Saone | Paris Levallois Artland Dragons Quakenbrueck EWE Baskets Oldenburg Telekom Baskets Bonn |

| Conferencia Este                                                                   | Conferencia Este                                                                       | Conferencia Este                                                              |
| Bombo 1                                                                            | Bombo 2                                                                                | Bombo 3                                                                       |
| ---------------------------------------------------------------------------------- | -------------------------------------------------------------------------------------- | ----------------------------------------------------------------------------- |
| Unics Kazan Khimki Moscow Region Spartak Saint Petersburg Buducnost Voli Podgorica | Nizhny Novgorod Banvit Bandirma Besiktas Integral Forex Istanbul Pinar Karsiyaka Izmir | Aykon TED Ankara Kolejliler VEF Riga Hapoel Migdal Jerusalem Panionios Athens |
| Bombo 4                                                                            | Bombo 5                                                                                | Bombo 6                                                                       |
| PAOK Thessaloniki Maccabi Haifa Bazan Neptunas Klaipeda Igokea Aleksandrovac       | Radnicki Kragujevac MZT Skopje Aerodrom Khimik Yuzhne Lukoil Academic Sofia            | Kalev Cramo Tallinn Bisons Loimaa Alba Fehérvár CSU Asesoft Ploiesti          |

## Fase de grupos
La fase de grupos se jugó entre el 15 de octubre y el 18 de diciembre de 2013.
Si los equipos están empatados en victoria y derrotas al final de la fase de grupos, el desempate se aplican en el siguiente orden:
1. Victorias y derrotas entre los equipos implicados.
2. Diferencia de puntos entre los equipos implicados.
3. Diferencia de puntos durante la fase de grupos.
4. Puntos conseguidos durante la fase de grupos.
5. Suma de los cocientes de los puntos a favor y puntos en contra en cada partido de la fase de grupos.

| Clasificados para el Last 32 | Eliminados |

|    | Equipo                       | PJ | PG | PP | PF  | PC  | +/- |
| -- | ---------------------------- | -- | -- | -- | --- | --- | --- |
| 1. | FoxTown Cantu                | 10 | 8  | 2  | 832 | 746 | +86 |
| 2. | Telenet Ostend               | 10 | 8  | 2  | 768 | 752 | +16 |
| 3. | CEZ Basketball Nymburk       | 10 | 6  | 4  | 787 | 734 | +53 |
| 4. | Le Mans Sarthe Basket        | 10 | 5  | 5  | 719 | 719 | 0   |
| 5. | Artland Dragons Quakenbrueck | 10 | 2  | 8  | 721 | 820 | -99 |
| 6. | Cibona Zagreb                | 10 | 1  | 9  | 771 | 827 | -56 |

|    | Equipo                           | PJ | PG | PP | PF  | PC  | +/-  |
| -- | -------------------------------- | -- | -- | -- | --- | --- | ---- |
| 1. | Dinamo Banco di Sardegna Sassari | 10 | 7  | 3  | 866 | 817 | +49  |
| 2. | Cedevita Zagreb                  | 10 | 6  | 4  | 797 | 760 | +37  |
| 3. | Bilbao Basket                    | 10 | 5  | 5  | 855 | 826 | +29  |
| 4. | EWE Baskets Oldenburg            | 10 | 5  | 5  | 789 | 797 | -8   |
| 5. | Elan Chalon sur Saone            | 10 | 4  | 6  | 779 | 786 | -7   |
| 6. | Belgacom Spirou Charleroi        | 10 | 3  | 7  | 706 | 806 | -100 |

|    | Equipo                   | PJ | PG | PP | PF  | PC  | +/-  |
| -- | ------------------------ | -- | -- | -- | --- | --- | ---- |
| 1. | Union Olimpija Ljubljana | 10 | 7  | 3  | 743 | 698 | +45  |
| 2. | ratiopharm Ulm           | 10 | 7  | 3  | 761 | 745 | +16  |
| 3. | Valencia Basket Club     | 10 | 6  | 4  | 875 | 721 | +154 |
| 4. | Paris Levallois          | 10 | 4  | 6  | 687 | 733 | -46  |
| 5. | Asvel Villeurbanne Lyon  | 10 | 4  | 6  | 706 | 794 | -88  |
| 6. | Cimberio Varese          | 10 | 2  | 8  | 730 | 811 | -81  |

|    | Equipo                   | PJ | PG | PP | PF  | PC  | +/-  |
| -- | ------------------------ | -- | -- | -- | --- | --- | ---- |
| 1. | Alba Berlin              | 10 | 8  | 2  | 751 | 669 | +82  |
| 2. | BCM Gravelines Dunkerque | 10 | 6  | 4  | 749 | 692 | +57  |
| 3. | CAI Zaragoza             | 10 | 6  | 4  | 803 | 719 | +84  |
| 4. | Telekom Baskets Bonn     | 10 | 5  | 5  | 785 | 805 | -20  |
| 5. | Virtus Rome              | 10 | 3  | 7  | 761 | 777 | -16  |
| 6. | Belfius Mons Hainaut     | 10 | 2  | 8  | 620 | 807 | -187 |

|    | Equipo                  | PJ | PG | PP | PF  | PC  | +/-  |
| -- | ----------------------- | -- | -- | -- | --- | --- | ---- |
| 1. | Khimki Moscow Region    | 10 | 9  | 1  | 870 | 751 | +119 |
| 2. | Hapoel Migdal Jerusalem | 10 | 6  | 4  | 777 | 767 | +10  |
| 3. | Pinar Karsiyaka Izmir   | 10 | 5  | 5  | 805 | 806 | -1   |
| 4. | Lukoil Academic Sofia   | 10 | 4  | 6  | 728 | 756 | -28  |
| 5. | CSU Asesoft Ploiesti    | 10 | 3  | 7  | 794 | 842 | -48  |
| 6. | Igokea Aleksandrovac    | 10 | 3  | 7  | 756 | 808 | -52  |

|    | Equipo                      | PJ | PG | PP | PF  | PC  | +/-  |
| -- | --------------------------- | -- | -- | -- | --- | --- | ---- |
| 1. | Nizhny Novgorod             | 10 | 8  | 2  | 809 | 705 | +104 |
| 2. | Khimik Yuzhne               | 10 | 6  | 4  | 786 | 732 | +54  |
| 3. | Aykon TED Ankara Kolejliler | 10 | 6  | 4  | 788 | 774 | +14  |
| 4. | PAOK Thessaloniki           | 10 | 5  | 5  | 620 | 683 | -63  |
| 5. | Buducnost Voli Podgorica    | 10 | 3  | 7  | 772 | 802 | -30  |
| 6. | Alba Fehérvár               | 10 | 2  | 8  | 720 | 807 | -87  |

|    | Equipo              | PJ | PG | PP | PF  | PC  | +/-  |
| -- | ------------------- | -- | -- | -- | --- | --- | ---- |
| 1. | Unics Kazan         | 10 | 10 | 0  | 837 | 625 | +212 |
| 2. | Maccabi Haifa Bazan | 10 | 6  | 4  | 744 | 745 | -1   |
| 3. | Banvit Bandirma     | 10 | 5  | 5  | 795 | 718 | +77  |
| 4. | VEF Riga            | 10 | 5  | 5  | 721 | 782 | -61  |
| 5. | Kalev Cramo Tallinn | 10 | 3  | 7  | 673 | 764 | -91  |
| 6. | MZT Skopje Aerodrom | 10 | 1  | 9  | 684 | 820 | -136 |

|    | Equipo                           | PJ | PG | PP | PF  | PC  | +/- |
| -- | -------------------------------- | -- | -- | -- | --- | --- | --- |
| 1. | Besiktas Integral Forex Istanbul | 10 | 7  | 3  | 717 | 690 | +27 |
| 2. | Panionios Athens                 | 10 | 6  | 4  | 768 | 755 | +13 |
| 3. | Radnicki Kragujevac              | 10 | 5  | 5  | 824 | 824 | 0   |
| 4. | Bisons Loimaa                    | 10 | 5  | 5  | 750 | 769 | -19 |
| 5. | Neptunas Klaipeda                | 10 | 4  | 6  | 814 | 807 | +7  |
| 6. | Spartak Saint Petersburg         | 10 | 3  | 7  | 733 | 761 | -28 |

## Last 32
El Last 32 empezó el 7 de enero y terminó el 19 de febrero de 2014.
Si los equipos están empatados en victoria y derrotas al final del Last 32, el desempate se aplican en el siguiente orden:
1. Victorias y derrotas entre los equipos implicados.
2. Diferencia de puntos entre los equipos implicados.
3. Diferencia de puntos durante el Last 32.
4. Puntos conseguidos durante el Last 32.
5. Suma de los cocientes de los puntos a favor y puntos en contra en cada partido del Last 32.

| Clasificados para la Fase Final | Eliminados |

|    | Equipo                | PJ | PG | PP | PF  | PC  | +/- |
| -- | --------------------- | -- | -- | -- | --- | --- | --- |
| 1. | JSF Nanterre          | 6  | 4  | 2  | 489 | 472 | +17 |
| 2. | ratiopharm Ulm        | 6  | 3  | 3  | 507 | 503 | +4  |
| 3. | FoxTown Cantu         | 6  | 3  | 3  | 519 | 493 | +26 |
| 4. | Pinar Karsiyaka Izmir | 6  | 2  | 4  | 438 | 485 | -47 |

|    | Equipo                           | PJ | PG | PP | PF  | PC  | +/- |
| -- | -------------------------------- | -- | -- | -- | --- | --- | --- |
| 1. | Aykon TED Ankara Kolejliler      | 6  | 4  | 2  | 489 | 484 | +5  |
| 2. | Dinamo Banco di Sardegna Sassari | 6  | 3  | 3  | 526 | 517 | +9  |
| 3. | Brose Baskets Bamberg            | 6  | 3  | 3  | 475 | 475 | 0   |
| 4. | BCM Gravelines Dunkerque         | 6  | 2  | 4  | 459 | 473 | -14 |

|    | Equipo                 | PJ | PG | PP | PF  | PC  | +/-  |
| -- | ---------------------- | -- | -- | -- | --- | --- | ---- |
| 1. | Khimki Moscow Region   | 6  | 6  | 0  | 525 | 421 | +104 |
| 2. | CEZ Basketball Nymburk | 6  | 2  | 4  | 470 | 486 | -16  |
| 3. | Montepaschi Siena      | 6  | 2  | 4  | 461 | 481 | -20  |
| 4. | Maccabi Haifa Bazan    | 6  | 2  | 4  | 406 | 474 | -68  |

|    | Equipo                         | PJ | PG | PP | PF  | PC  | +/- |
| -- | ------------------------------ | -- | -- | -- | --- | --- | --- |
| 1. | Nizhny Novgorod                | 6  | 5  | 1  | 468 | 436 | +32 |
| 2. | Crvena Zvezda Telekom Belgrade | 6  | 4  | 2  | 501 | 462 | +39 |
| 3. | Bilbao Basket                  | 6  | 3  | 3  | 494 | 471 | +23 |
| 4. | Panionios Athens               | 6  | 0  | 6  | 418 | 512 | -94 |

|    | Equipo                   | PJ | PG | PP | PF  | PC  | +/- |
| -- | ------------------------ | -- | -- | -- | --- | --- | --- |
| 1. | Hapoel Migdal Jerusalem  | 6  | 4  | 2  | 507 | 489 | +18 |
| 2. | Budivelnik Kiev          | 6  | 4  | 2  | 500 | 491 | +9  |
| 3. | Banvit Bandirma          | 6  | 3  | 3  | 478 | 465 | +13 |
| 4. | Union Olimpija Ljubljana | 6  | 1  | 5  | 451 | 491 | -40 |

|    | Equipo              | PJ | PG | PP | PF  | PC  | +/- |
| -- | ------------------- | -- | -- | -- | --- | --- | --- |
| 1. | Alba Berlin         | 6  | 5  | 1  | 479 | 442 | +37 |
| 2. | Khimik Yuzhne       | 6  | 3  | 3  | 429 | 444 | -15 |
| 3. | Radnicki Kragujevac | 6  | 2  | 4  | 480 | 480 | 0   |
| 4. | Strasbourg          | 6  | 2  | 4  | 445 | 467 | -22 |

|    | Equipo               | PJ | PG | PP | PF  | PC  | +/- |
| -- | -------------------- | -- | -- | -- | --- | --- | --- |
| 1. | Unics Kazan          | 6  | 5  | 1  | 461 | 425 | +36 |
| 2. | Valencia Basket Club | 6  | 3  | 3  | 500 | 431 | +69 |
| 3. | Telenet Ostend       | 6  | 3  | 3  | 439 | 483 | -44 |
| 4. | Stelmet Zielona Gora | 6  | 1  | 5  | 429 | 486 | -57 |

|    | Equipo                           | PJ | PG | PP | PF  | PC  | +/- |
| -- | -------------------------------- | -- | -- | -- | --- | --- | --- |
| 1. | Lietuvos Rytas Vilnius           | 6  | 4  | 2  | 491 | 492 | -1  |
| 2. | Besiktas Integral Forex Istanbul | 6  | 4  | 2  | 441 | 452 | -11 |
| 3. | Cedevita Zagreb                  | 6  | 2  | 4  | 433 | 429 | +4  |
| 4. | CAI Zaragoza                     | 6  | 2  | 4  | 453 | 445 | +8  |

## Fase Final
|  | Octavos de final | Octavos de final | Octavos de final | Octavos de final |                  |    | Cuartos de final | Cuartos de final | Cuartos de final | Cuartos de final |                 |    | Semifinales | Semifinales | Semifinales | Semifinales |    |    | Finales | Finales | Finales | Finales |
|  |                  |                  |                  |                  |                  |    |                  |                  |                  |                  |                 |    |             |             |             |             |    |    |         |         |         |         |
|  | JSF Nanterre     | 82               | 71               |                  |                  |    |                  |                  |                  |                  |                 |    |             |             |             |             |    |    |         |         |         |         |
|  | Budivelnik Kiev  | 86               | 76               |                  |                  |    |                  |                  |                  |                  |                 |    |             |             |             |             |    |    |         |         |         |         |
|  | Budivelnik Kiev  | 86               | 76               |                  | Budivelnik Kiev  | 82 | 70               |                  |                  |                  |                 |    |             |             |             |             |    |    |         |         |         |         |
|  |                  |                  |                  |                  | Budivelnik Kiev  | 82 | 70               |                  |                  |                  |                 |    |             |             |             |             |    |    |         |         |         |         |
|  |                  | Crvena Zvezda    | 79               | 79               |                  |    |                  |                  |                  |                  |                 |    |             |             |             |             |    |    |         |         |         |         |
|  | Lietuvos Rytas   | Crvena Zvezda    | 79               | 79               | 82               | 82 |                  |                  |                  |                  |                 |    |             |             |             |             |    |    |         |         |         |         |
|  | Lietuvos Rytas   |                  |                  |                  | 82               | 82 |                  |                  |                  |                  |                 |    |             |             |             |             |    |    |         |         |         |         |
|  | Crvena Zvezda    | 88               | 80               |                  |                  |    |                  |                  |                  |                  |                 |    |             |             |             |             |    |    |         |         |         |         |
|  | Crvena Zvezda    | 88               | 80               |                  |                  |    |                  |                  |                  |                  | Crvena Zvezda   | 63 | 67          |             |             |             |    |    |         |         |         |         |
|  |                  |                  |                  |                  |                  |    |                  |                  |                  |                  | Crvena Zvezda   | 63 | 67          |             |             |             |    |    |         |         |         |         |
|  |                  | Unics Kazan      | 52               | 84               |                  |    |                  |                  |                  |                  |                 |    |             |             |             |             |    |    |         |         |         |         |
|  | Aykon TED Ankara | Unics Kazan      | 52               | 84               | 71               | 72 |                  |                  |                  |                  |                 |    |             |             |             |             |    |    |         |         |         |         |
|  | Aykon TED Ankara |                  |                  |                  | 71               | 72 |                  |                  |                  |                  |                 |    |             |             |             |             |    |    |         |         |         |         |
|  | Khimik Yuzhne    | 75               | 60               |                  |                  |    |                  |                  |                  |                  |                 |    |             |             |             |             |    |    |         |         |         |         |
|  | Khimik Yuzhne    | 75               | 60               |                  | Aykon TED Ankara | 68 | 52               |                  |                  |                  |                 |    |             |             |             |             |    |    |         |         |         |         |
|  |                  |                  |                  |                  | Aykon TED Ankara | 68 | 52               |                  |                  |                  |                 |    |             |             |             |             |    |    |         |         |         |         |
|  |                  | Unics Kazan      | 81               | 88               |                  |    |                  |                  |                  |                  |                 |    |             |             |             |             |    |    |         |         |         |         |
|  | Unics Kazan      | Unics Kazan      | 81               | 88               | 91               | 76 |                  |                  |                  |                  |                 |    |             |             |             |             |    |    |         |         |         |         |
|  | Unics Kazan      |                  |                  |                  | 91               | 76 |                  |                  |                  |                  |                 |    |             |             |             |             |    |    |         |         |         |         |
|  | CEZ Nymburk      | 58               | 59               |                  |                  |    |                  |                  |                  |                  |                 |    |             |             |             |             |    |    |         |         |         |         |
|  | CEZ Nymburk      | 58               | 59               |                  |                  |    |                  |                  |                  |                  |                 |    |             |             |             | Unics Kazan | 67 | 73 |         |         |         |         |
|  |                  |                  |                  |                  |                  |    |                  |                  |                  |                  |                 |    |             |             |             |             |    | 73 |         |         |         |         |
|  |                  | Valencia Basket  | 80               | 85               |                  |    |                  |                  |                  |                  |                 |    |             |             |             |             |    |    |         |         |         |         |
|  | Khimki           | Valencia Basket  | 80               | 85               | 59               | 97 |                  |                  |                  |                  |                 |    |             |             |             |             |    |    |         |         |         |         |
|  | Khimki           |                  |                  |                  | 59               | 97 |                  |                  |                  |                  |                 |    |             |             |             |             |    |    |         |         |         |         |
|  | Valencia Basket  | 75               | 82               |                  |                  |    |                  |                  |                  |                  |                 |    |             |             |             |             |    |    |         |         |         |         |
|  | Valencia Basket  | 75               | 82               |                  | Valencia Basket  | 86 | 73               |                  |                  |                  |                 |    |             |             |             |             |    |    |         |         |         |         |
|  |                  |                  |                  |                  | Valencia Basket  | 86 | 73               |                  |                  |                  |                 |    |             |             |             |             |    |    |         |         |         |         |
|  |                  | Alba Berlin      | 54               | 78               |                  |    |                  |                  |                  |                  |                 |    |             |             |             |             |    |    |         |         |         |         |
|  | Alba Berlin      | Alba Berlin      | 54               | 78               | 91               | 96 |                  |                  |                  |                  |                 |    |             |             |             |             |    |    |         |         |         |         |
|  | Alba Berlin      |                  |                  |                  | 91               | 96 |                  |                  |                  |                  |                 |    |             |             |             |             |    |    |         |         |         |         |
|  | Dinamo Sassari   | 83               | 93               |                  |                  |    |                  |                  |                  |                  |                 |    |             |             |             |             |    |    |         |         |         |         |
|  | Dinamo Sassari   | 83               | 93               |                  |                  |    |                  |                  |                  |                  | Valencia Basket | 84 | 79          |             |             |             |    |    |         |         |         |         |
|  |                  |                  |                  |                  |                  |    |                  |                  |                  |                  | Valencia Basket | 84 | 79          |             |             |             |    |    |         |         |         |         |
|  |                  | Nizhny Novgorod  | 75               | 53               |                  |    |                  |                  |                  |                  |                 |    |             |             |             |             |    |    |         |         |         |         |
|  | Nizhny Novgorod  | Nizhny Novgorod  | 75               | 53               | 71               | 95 |                  |                  |                  |                  |                 |    |             |             |             |             |    |    |         |         |         |         |
|  | Nizhny Novgorod  |                  |                  |                  | 71               | 95 |                  |                  |                  |                  |                 |    |             |             |             |             |    |    |         |         |         |         |
|  | Besiktas         | 88               | 71               |                  |                  |    |                  |                  |                  |                  |                 |    |             |             |             |             |    |    |         |         |         |         |
|  | Besiktas         | 88               | 71               |                  | Nizhny Novgorod  | 78 | 88               |                  |                  |                  |                 |    |             |             |             |             |    |    |         |         |         |         |
|  |                  |                  |                  |                  | Nizhny Novgorod  | 78 | 88               |                  |                  |                  |                 |    |             |             |             |             |    |    |         |         |         |         |
|  |                  | Hapoel Jerusalem | 81               |                  |                  |    |                  |                  |                  |                  |                 |    |             |             |             |             |    |    |         |         |         |         |
|  | Hapoel Jerusalem | Hapoel Jerusalem | 81               | 87               | 81               |    |                  |                  |                  |                  |                 |    |             |             |             |             |    |    |         |         |         |         |
|  | Hapoel Jerusalem |                  |                  | 87               | 81               |    |                  |                  |                  |                  |                 |    |             |             |             |             |    |    |         |         |         |         |
|  | ratiopharm Ulm   | 89               | 65               |                  |                  |    |                  |                  |                  |                  |                 |    |             |             |             |             |    |    |         |         |         |         |

## Finales
Las Finales empezaron el 1 de mayo y terminaron el 7 de mayo de 2014. En esta fase se juega en un formato de ida y de vuelta, determinada por un marcador global. El equipo mejor clasificado del Last 32 juega la vuelta en casa.
| Equipo      | Serie   | Equipo               | Ida   | Vuelta |
| ----------- | ------- | -------------------- | ----- | ------ |
| Unics Kazan | 140-165 | Valencia Basket Club | 67-80 | 73-85  |

| Campeones de la Eurocup 2013-14    |
| ---------------------------------- |
| Valencia Basket Club Tercer título |

## Estadísticas individuales

### Valoración
| Pos. | Jugador            | Equipo                           | Partidos | Valoración | VPP   |
| ---- | ------------------ | -------------------------------- | -------- | ---------- | ----- |
| 1.   | Vladimir Golubović | Aykon TED Ankara Kolejliler      | 20       | 533        | 26,65 |
| 2.   | Esteban Batista    | Pinar Karsiyaka Izmir            | 16       | 368        | 23,00 |
| 3.   | Donta Smith        | Maccabi Haifa Bazan              | 16       | 343        | 21,44 |
| 4.   | Errick McCollum    | Panionios Athens                 | 16       | 339        | 21,19 |
| 5.   | Caleb Green        | Dinamo Banco di Sardegna Sassari | 18       | 374        | 20,78 |

### Puntos
| Pos. | Jugador            | Equipo                           | Partidos | Puntos | PPP   |
| ---- | ------------------ | -------------------------------- | -------- | ------ | ----- |
| 1.   | Errick McCollum    | Panionios Athens                 | 16       | 323    | 20,19 |
| 2.   | Vladimir Golubović | Aykon TED Ankara Kolejliler      | 20       | 386    | 19,30 |
| 3.   | Caleb Green        | Dinamo Banco di Sardegna Sassari | 18       | 347    | 19,28 |
| 4.   | Andrew Goudelock   | Unics Kazan                      | 24       | 451    | 18,79 |
| 5.   | Bobby Dixon        | Pinar Karsiyaka Izmir            | 16       | 291    | 18,19 |

### Rebotes
| Pos. | Jugador            | Equipo                      | Partidos | Rebotes | RPP   |
| ---- | ------------------ | --------------------------- | -------- | ------- | ----- |
| 1.   | Vladimir Golubović | Aykon TED Ankara Kolejliler | 20       | 202     | 10,10 |
| 2.   | Dijon Thompson     | Nizhny Novgorod             | 15       | 123     | 8,20  |
| 3.   | Esteban Batista    | Pinar Karsiyaka Izmir       | 16       | 130     | 8,13  |
| 4.   | Trent Plaisted     | ratiopharm Ulm              | 17       | 118     | 6,94  |
| 5.   | Marcus Lewis       | BCM Gravelines Dunkerque    | 15       | 103     | 6,87  |

### Asistencias
| Pos. | Jugador          | Equipo                           | Partidos | Asistencias | APP  |
| ---- | ---------------- | -------------------------------- | -------- | ----------- | ---- |
| 1.   | Marko Marinović  | Radnicki Kragujevac              | 16       | 137         | 8,56 |
| 2.   | Mike Green       | Khimki Moscow Region             | 17       | 109         | 6,41 |
| 3.   | Travis Diener    | Dinamo Banco di Sardegna Sassari | 14       | 83          | 5,93 |
| 4.   | Marques Green    | Dinamo Banco di Sardegna Sassari | 18       | 100         | 5,56 |
| 5.   | Kristaps Valters | Aykon TED Ankara Kolejliler      | 19       | 105         | 5,53 |

### Otras estadísticas
| Categoría                    | Jugador             | Equipo                  | Partidos | Récord |
| Robos por partido            | Justin Doellman     | Valencia Basket Club    | 24       | 1,92   |
| Tapones por partido          | Artsiom Parakhouski | Hapoel Migdal Jerusalem | 19       | 1,74   |
| Pérdidas por partido         | Donta Smith         | Maccabi Haifa Bazan     | 16       | 3,75   |
| Faltas recibidas por partido | Errick McCollum     | Panionios Athens        | 16       | 6,88   |
| Minutos por partido          | Bobby Dixon         | Pinar Karsiyaka Izmir   | 16       | 35:47  |
| %T2                          | Vladimir Veremeenko | Unics Kazan             | 24       | 0,750  |
| %T3                          | Dylan Page          | CEZ Basketball Nymburk  | 16       | 0,578  |
| %TL                          | Oliver Lafayette    | Valencia Basket Club    | 24       | 0.972  |

## Galardones

### MVP de la Temporada
| Pos. | Jugador          | Equipo      | Ref.  |
| ---- | ---------------- | ----------- | ----- |
| E    | Andrew Goudelock | Unics Kazan | [ 4 ] |

### MVP de las Finales
| Pos. | Jugador         | Equipo               | Ref.  |
| ---- | --------------- | -------------------- | ----- |
| AP   | Justin Doellman | Valencia Basket Club | [ 5 ] |

### Quinteto ideal de la temporada
| Pos. | Primer Quinteto ideal | Primer Quinteto ideal          | Segundo Quinteto Ideal | Segundo Quinteto Ideal           | Ref.  |
| Pos. | Jugador               | Equipo                         | Jugador                | Equipo                           | Ref.  |
| ---- | --------------------- | ------------------------------ | ---------------------- | -------------------------------- | ----- |
| B    | DeMarcus Nelson       | Crvena Zvezda Telekom Belgrade | Yotam Halperin         | Hapoel Migdal Jerusalem          | [ 6 ] |
| E    | Andrew Goudelock      | Unics Kazan                    | Reggie Redding         | Alba Berlin                      | [ 6 ] |
| A    | Dijon Thompson        | Nizhny Novgorod                | Caleb Green            | Dinamo Banco di Sardegna Sassari | [ 6 ] |
| AP   | Justin Doellman       | Valencia Basket Club           | Darjuš Lavrinovič      | Budivelnik Kiev                  | [ 6 ] |
| P    | Vladimir Golubović    | Aykon TED Ankara Kolejliler    | Bojan Dubljević        | Valencia Basket Club             | [ 6 ] |

### Estrella emergente
| Pos. | Jugador         | Equipo               | Ref.  |
| ---- | --------------- | -------------------- | ----- |
| AP   | Bojan Dubljević | Valencia Basket Club | [ 7 ] |

### Entrenador del Año
| Entrenador        | Equipo      | Ref.  |
| ----------------- | ----------- | ----- |
| Andrea Trinchieri | Unics Kazan | [ 8 ] |

### Jugador de la jornada
| Jornada          | Jugador                | Equipo                               | Valoración     |
| Fase de grupos   | Fase de grupos         | Fase de grupos                       | Fase de grupos |
| ---------------- | ---------------------- | ------------------------------------ | -------------- |
| 1                | Pietro Aradori         | FoxTown Cantu                        | 36             |
| 2                | Mouphtaou Yarou        | Radnicki Kragujevac                  | 41             |
| 3                | Donta Smith            | Maccabi Haifa Bazan                  | 41             |
| 4                | Joe Ragland            | FoxTown Cantu (2)                    | 36             |
| 5                | Mike Green             | Khimki Moscow Region                 | 34             |
| 6                | Vladimir Golubović     | Aykon TED Ankara Kolejliler          | 36             |
| 7                | Sasu Salin             | Union Olimpija Ljubljana             | 32             |
| 8                | Marc Carter            | Panionios Athens                     | 34             |
| 9                | Jason Love             | Belfius Mons Hainaut                 | 34             |
| 10               | Alando Tucker          | Lukoil Academic Sofia                | 43             |
| Last 32          |                        |                                      |                |
| 1                | Omar Thomas            | Dinamo Banco di Sardegna Sassari     | 30             |
| 2                | Trenton Meacham        | JSF Nanterre                         | 33             |
| 3                | Donta Smith (2)        | Maccabi Haifa Bazan (2)              | 40             |
| 4                | Esteban Batista        | Pinar Karsiyaka Izmir                | 46             |
| 5                | Vladimir Golubović (2) | Aykon TED Ankara Kolejliler (2)      | 51             |
| 6                | Caleb Green            | Dinamo Banco di Sardegna Sassari (2) | 34             |
| Octavos de final |                        |                                      |                |
| 1                | Darjuš Lavrinovič      | Budivelnik Kiev                      | 38             |
| 2                | Vladimir Golubović (3) | Aykon TED Ankara Kolejliler (3)      | 38             |
| Cuartos de final |                        |                                      |                |
| 1                | Justin Doellman        | Valencia Basket Club                 | 34             |
| 2                | Reggie Redding         | Alba Berlin                          | 40             |
| Semifinales      |                        |                                      |                |
| 1                | Bojan Dubljević        | Valencia Basket Club (2)             | 31             |
| 2                | Nikos Zisis            | Unics Kazan                          | 31             |